# Lilla Gravtjärnen, Värmland
Lilla Gravtjärnen är en sjö i Årjängs kommun i Värmland och ingår i Göta älvs huvudavrinningsområde.